# Aristocypha chaoi
Aristocypha chaoi là loài chuồn chuồn trong họ Chlorocyphidae. Loài này được Wilson mô tả khoa học đầu tiên năm 2004.